# Christophe Riboud
Christophe Riboud (2 avril 1950, New York - 30 août 1987) est un homme d'affaires et chef d'entreprise français.

## Biographie
Fils de Jean Riboud et de Krishna Roy, il suit des études de droit à Paris, puis il étudie au MIT. Après ses études, il entre comme chercheur au laboratoire d'économie politique de l'École normale supérieure et enseigne à l'ESSEC. Il devient également consultant auprès des différents centres d'analyses et de prévisions du ministère des Affaires étrangères, du ministère de l'agriculture et du ministère de l'Industrie.
En 1981, il devient administrateur et directeur général de l'Institut français d'opinion publique (IFOP). Il en devient président-directeur général par la suite,.
Il s'associe en 1986 avec Silvio Berlusconi et Jérôme Seydoux pour créer La Cinq, dont il détenait 20 % du capital et en devient directeur de la communication.
Il était un important actionnaire de Libération et de La Provence.
Il était marié à Sophie Desserteaux-Bessis, petite-fille de Marc Desserteaux et fille adoptive de Marcel Bessis, avec qui il a trois enfants. 
Après son décès dans un accident de voiture, Sophie (Desserteaux-Bessis) Riboud devient PDG de l'IFOP et se remarie avec Jérôme Seydoux.

## Publications
- Analyse économique des instruments d'une politique agricole (1978)
- Les États-Unis et la stratégie alimentaire mondiale (avec Alain Revel, 1981)
- American green power (avec Alain Revel, 1986)